# Denis Urubko
Denis Viktorovich Urubko (en rus: Дени́с Ви́кторович Уру́бко; Nevinnomyssk, 29 de juliol de 1973) és un alpinista rusopolonès. El 2009, com a ciutadà del Kazakhstan, es va convertir en la 15a persona a escalar els 14 vuit mils i la 8a persona en aconseguir la gesta sense l'ús d'oxigen suplementari. Després de la dissolució de la Unió Soviètica es va convertir en ciutadà del Kazakhstan, però va renunciar a la ciutadania el 2012. El 2013 va rebre la ciutadania russa i el 12 de febrer de 2015 va rebre la ciutadania polonesa.

## Trajectòria
L'any 2006 va establir un nou rècord d'escalada de velocitat a l'Elbrús, pujant des de l'estació d'Azau fins al cim en 3 hores, 55 minuts i 58 segons. Aquesta pujada representa un ascens vertical de gairebé 3.250 metres i, per tant, una velocitat de més de 800 metres de desnivell positiu per hora. També va guanyar el Khan Tengri Mountain Festival quan va pujar des del camp base a 4.200 metres fins al cim a 7.010 metres i després va tornar al camp base en 12 hores i 21 minuts.
Ha pujat dos cims de 8.000 metres a l'hivern: el Makalu juntament amb Simone Moro el 2009, i el Gasherbrum II amb Cory Richards i Simone Moro el 2011. També ha obert noves rutes al Cho Oyu, Manāslu i Broad Peak. També és un Lleopard de les Neus d'ençà que va assolir els cinc cims de 7.000 metres de l'antiga Unió Soviètica en només 42 dies el 1999. Puja sense oxigen addicional.
El 27 de gener de 2018, Urubko juntament amb Adam Bielecki, mentre participaven a l'expedició polonesa d'hivern liderada per Krzysztof Wielicki al K2, van dirigir una operació de rescat al Nanga Parbat per a salvar els escaladors Élisabeth Revol i Tomasz Mackiewicz que havien quedat atrapats a la muntanya. Bielecki i Urubko van ser traslladats a la muntanya en helicòpter i van pujar més de 1000 m durant la nit per arribar fins a Revol. Van aconseguir portar Revol a un lloc segur, però no van poder salvar Mackiewicz a causa de les severes condicions meteorològiques.
El 18 de juliol de 2019 va assolir el cim del Gasherbrum II per la ruta normal amb la seva expedició i, 14 dies després, l'1 d'agost de 2019 a les 20.40, va tornar a fer el cim del Gasherbrum II per una nova ruta sense oxigen suplementari.

## Vuit mils
Urubko ha completat amb èxit les següents ascensions de vuit mils:
1. Everest (8848 m, sense oxigen ruta normal sud; 24/5/2000)
2. Lhotse (8516 m, sense oxigen via normal; 23/05/2001).
3. Hidden Peak (Gasherbrum 1; 8068 m, canal japonès sense oxigen; 13/08/2001)
4. Gasherbrum II (8035 m, sense oxigen, ascens a velocitat de ruta normal: de 5800 fins a dalt en 7 hores 30 minuts, i tornada a 5800 en 4 hores.; 20/08/2001)
5. Kangchenjunga (8586 m, ruta clàssica de la cara SO sense oxigen; 13/05/2002)
6. Shisha Pangma (principal 8046 m i cims centrals (8012 m) sense oxigen; 25/10/2002)
7. Nanga Parbat (8125 m, ruta Kinshoffer, sense oxigen; 17/06/2003)
8. Broad Peak (8046 m, ruta normal sense oxigen; 18/07/2003)
9. Annapurna I (8091 m, ascens nocturn; 05/2004)
10. Broad Peak (8046 m, primera pujada cara SO, amb Serguey Samoilov, en estil alpí; 25/07/2005)
11. Manāslu (8163 m, ruta normal, amb Serguey Samoilov; 25/04/2006)
12. Manāslu (8163 m, cara NE primera pujada, amb Serguey Samoilov; 05/08/2006)
13. Dhaulagiri (8167 m, ruta normal; 02/05/2007)
14. K2 (8611 m, cresta WW, ruta japonesa, amb Serguey Samoilov; 02/10/2007)
15. Makalu (8463 m; 12/05/2008)
16. Makalu (8463 m, primera pujada d'hivern, amb Simone Moro; 09/02/2009)
17. Cho Oyu (8201 m, cara SE, primera pujada, estil alpí, amb Boris Dedeshko; 05/2009)
18. Lhotse (8516 m, nova ruta des del coll Sud, en solitari des de C3; 16/05/2010)
19. Gasherbrum II (8035 m, primera ascensió hivernal, amb Simone Moro i Cory Richards; 02/02/2011)
20. Kangchenjunga (8586 m, cara nord; 19/05/2014)
21. Gasherbrum II (8035 m, ruta normal; 18/07/2019)
22. Gasherbrum II (8035 m, nova ruta en solitari en 24 hores des dels 6100 metres fins al cim 01/08/2019)
23. Broad Peak (8046 m, en solitari, ruta normal sense oxigen, 19/07/2022)[12]
24. Gasherbrum II (8035 m, en solitari, ruta normal sense oxigen, 25/07/2022)[13]
25. K2 (8611 m, en solitari, ruta normal sense oxigen, 29/07/2022)[13]